# Shabana Azmi
Shabana Azmi (Nuova Delhi, 18 settembre 1950) è un'attrice indiana.

## Biografia
È figlia di Kaifi Azmi, poeta e scrittore in urdu. Suo fratello, Baba Azmi è un direttore della fotografia.
Il 9 dicembre 1984, si è sposata con il poeta indiano Javed Akhtar, che lavora anche alle sceneggiature dei film di Bollywood.
Ha recitato in numerose pellicole dagli anni Settanta ad oggi ed è stata più volte premiata con importanti riconoscimenti in patria, come i Filmfare Awards e i National Awards.
È attiva anche nel campo sociale, soprattutto nella lotta all'AIDS e alle ingiustizie.

## Filmografia

### Cinema
- Ankur (The Seedling), regia di Shyam Benegal (1974)
- Faslah, regia di Khwaja Ahmad Abbas (1974)
- Ishq Ishq Ishq, regia di Dev Anand (1974)
- Parinay, regia di Kantilal Rathod (1974)
- Nishaant, regia di Shyam Benegal (1975)
- Fakira, regia di C.P. Dixit (1976)
- Kadambari, regia di Hk Verma (1976)
- Shaque, regia di Vikas Desai, Aruna Raje (1976)
- Adha Din Adhi Raat, regia di Doondi (1977)
- Amar Akbar Anthony, regia di Manmohan Desai (1977)
- Ek Hi Raasta, regia di Mohan Segal (1977)
- Hira Aur Patthar, regia di Vijay Bhatt (1977)
- Jallian Wala Bagh, regia di Balraj Tah (1977)
- Kanneshwara Rama, regia di M.S. Sathyu (1977)
- Karm, regia di B.R. Chopra (1977)
- Khel Khilari Ka, regia di Arjun Hingorani (1977)
- Parvarish, regia di Manmohan Desai (1977)
- Shatranj Ke Khilari, regia di Satyajit Ray (1977)
- Swami, regia di Basu Chatterjee (1977)
- Vishwasghaat, regia di Mahesh Bhatt (1977)
- Atithee, regia di Aravind Sen (1978)
- Devata, regia di S. Ramanathan (1978)
- Khoon Ki Pukaar, regia di Ramesh Ahuja (1978)
- Kissaa Kursee Kaa, regia di Amrit Nahata (1978)
- Swarg Narak, regia di Narayana Rao Dasari (1978)
- Toote Khilone, regia di Ketan Anand (1978)
- Amar Deep, regia di R. Krishnamurthy, K. Vijayan (1979)
- Bagula Bhagat, regia di Harmesh Malhotra (1979)
- Chor Sipahee, regia di Prayag Raj (1979)
- Jeena Yahan, regia di Basu Chatterjee (1979)
- Junoon, regia di Shyam Benegal (1979)
- Lahu Ke Do Rang, regia di Mahesh Bhatt (1979)
- Albert Pinto Ko Gussa Kyon Ata Hai, regia di Saeed Akhtar Mirza (1980)
- Apne Paraye, regia di Basu Chatterjee (1980)
- Ek Baar Kaho, regia di Lekh Tandon (1980)
- Hum Paanch, regia di Bapu (1980)
- Jwalamukhi, regia di Prakash Mehra (1980)
- Sparsh, regia di Sai Paranjape (1980)
- Thodisi Bewafaii, regia di Esmayeel Shroff (1980)
- Yeh Kaisa Insaf?, regia di Narayana Rao Dasari (1980)
- Ek Hi Bhool, regia di Rama Rao Tatineni (1981)
- Sameera, regia di Vinay Shukla (1981)
- Shama, regia di Naeem Basit (1981)
- Anokha Bandhan, regia di Mehul Kumar (1982)
- Arth, regia di Mahesh Bhatt (1982)
- Ashanti, regia di Umesh Mehra (1982)
- Log Kya Kahenge, regia di B.R. Ishara (1982)
- Namkeen, regia di Gulzar (1982)
- Raaste Pyar Ke, regia di Rajendra Prasad V.B. (1982)
- Suraag, regia di Jag Mundhra, Ambrish Sangal (1982)
- Yeh Nazdeekiyan, regia di Vinod Pande (1982)
- Avtaar, regia di Mohan Kumar (1983)
- Doosri Dulhan, regia di Lekh Tandon (1983)
- Mandi, regia di Shyam Benegal (1983)
- Masoom, regia di Shekhar Kapur (1983)
- Pyaasi Aankhen, regia di Ram Kelkar (1983)
- Sweekar Kiya Maine, regia di Zaheer D. Lari (1983)
- Aaj Ka M.L.A. Ram Avtar, regia di Narayana Rao Dasari (1984)
- Bhavna, regia di Pravin Bhatt (1984)
- Gangvaa, regia di Rajasekhar (1984)
- Hum Rahe Na Hum, regia di Chetan Anand, Ketan Anand (1984)
- Kaamyaab, regia di K. Raghavendra Rao (1984)
- Kamla, regia di Jag Mundhra (1984)
- Khandhar, regia di Mrinal Sen (1984)
- Lorie, regia di Vijay Talwar (1984)
- Paar, regia di Goutam Ghose (1984)
- Ram Tera Desh, regia di Swaroop Kumar (1984)
- Yaadon Ki Zanjeer, regia di Shibu Mitra (1984)
- Khamosh, regia di Vidhu Vinod Chopra (1985)
- Rahi Badal Gaye, regia di Ravi Tandon (1985)
- Ram Tere Kitne Nam, regia di P. Madhavan (1985)
- Anjuman, regia di Muzaffar Ali (1986)
- Ek Pal, regia di Kalpana Lajmi (1986)
- Genesis, regia di Mrinal Sen (1986)
- Nasihat, regia di Aravind Sen (1986)
- Samay Ki Dhaara, regia di Sisir Misra (1986)
- Shart, regia di Ketan Anand (1986)
- Itihaas, regia di V. Joshi (1987)
- Susman, regia di Shyam Benegal (1987)
- Ek Aadmi, regia di Khwaja Ahmad Abbas (1988)
- Libaas, regia di Gulzar (1988)
- Madame Sousatzka, regia di John Schlesinger (1988)
- Mardon Wali Baat, regia di Brij (1988)
- Pestonjee, regia di Vijaya Mehta (1988)
- Una notte a Bengali (La nuit Bengali), regia di Nicolas Klotz (1988)
- Ek Din Achanak, regia di Mrinal Sen (1989)
- Main Azaad Hoon, regia di Tinnu Anand (1989)
- Oonch Neech Beech, regia di Wasi Khan (1989)
- Picnic, regia di Aparna Sen - film TV (1989)
- Rakhwala, regia di K. Muralimohana Rao (1989)
- Sati, regia di Aparna Sen (1989)
- Amba, regia di Mohan Kumar (1990)
- Disha, regia di Sai Paranjape (1990)
- Muqaddar Ka Badshaah, regia di Rama Rao Tatineni (1990)
- Antarnaad, regia di Shyam Benegal (1991)
- Ek Doctor Ki Maut, regia di Tapan Sinha (1991)
- Fateh, regia di Talat Jani (1991)
- Jhoothi Shaan, regia di Ranjan Bose (1991)
- Adharm, regia di Aziz Sejawal (1992)
- Dharavi, regia di Sudhir Mishra (1992)
- Immaculate Conception, regia di Jamil Dehlavi (1992)
- La città della gioia (City of Joy), regia di Roland Joffé (1992)
- Il figlio della pantera rosa (Son of the Pink Panther), regia di Blake Edwards (1993)
- In Custody, regia di Ismail Merchant (1994)
- Patang, regia di Goutam Ghose (1994)
- In Ismail's Custody, regia di Derrick Santini - documentario (1994)
- Clive James: Postcard from Bombay, regia di John Bowring - documentario TV (1995)
- Fire, regia di Deepa Mehta (1996)
- Saaz, regia di Sai Paranjape (1997)
- The Death Sentence: Mrityu Dand, regia di Prakash Jha (1997)
- Bada Din, regia di Anjan Dutt (1998)
- Earth, regia di Deepa Mehta (1998)
- Strade laterali (Side Streets), regia di Tony Gerber (1998)
- Godmother, regia di Vinay Shukla (1999)
- Gaja Gamini, regia di M.F. Hussain (2000)
- Hari-Bhari: Fertility, regia di Shyam Benegal (2000)
- Daughters of This Century, regia di Tapan Sinha (2001)
- Devi Ahilya Bai, regia di Jayoo Natiker (2002)
- Makdee, regia di Vishal Bhardwaj (2002)
- Shabana, regia di Dev Benegal (2002)
- Tehzeeb, regia di Khalid Mohamed (2003)
- Morning Raga, regia di Mahesh Dattani (2004)
- 15 Park Avenue, regia di Aparna Sen (2005)
- Waterborne, regia di Ben Rekhi (2005)
- Umrao Jaan, regia di J.P. Dutta (2006)
- Dus Kahaniyaan, regia di Jasmeet Dhodhi, Meghna Gulzar, Sanjay Gupta, Apoorva Lakhia, Hansal Mehta, Rohit Roy (2007)
- Honeymoon Travels Pvt. Ltd., regia di Reema Kagti (2007)
- Loins of Punjab Presents, regia di Manish Acharya (2007)
- Om Shanti Om, regia di Farah Khan  (2007)
- Positive, regia di Farhan Akhtar (2007)
- Sorry Bhai!, regia di Onir (2008)
- Luck by Chance, regia di Zoya Akhtar  (2009)
- It's a Wonderful Afterlife, regia di Gurinder Chadha (2010)
- A Decent Arrangement, regia di Sarovar Banka (2011)
- Love Breakups Zindagi, regia di Sahil Sangha (2011)
- Prevention Is Better Than No Cure, regia di Piya Sorcar (2011)
- Kalpvriksh, regia di Manika Sharma (2012)
- Midnight's Children, regia di Deepa Mehta (2012)
- Il fondamentalista riluttante (The Reluctant Fundamentalist), regia di Mira Nair (2012)
- Neerja, regia di Ram Madhvani (2016)
- What's Love? (What's Love Got to Do with It?), regia di Shekhar Kapur (2022)
- Rocky aur Rānī kī prem kahānī, regia di Karan Johar (2023) - cameo

### Televisione
- Banglatown Banquet, regia di Hettie Macdonald - film TV (2006)
- HARDtalk Extra - talk show (2006)
- Halo – serie TV, 13 episodi (2022-2024)

## Doppiatrici italiane
- Barbara Castracane in Halo
- Antonella Giannini in What's Love?